# Cayman Islands Olympic Committee
Das Cayman Islands Olympic Committee ist das Nationale Olympische Komitee der Cayman Islands. 

## Geschichte
Es wurde 1973 gegründet und 1976 vom IOC (Internationales Olympisches Komitee) anerkannt. Von einem kleinen Verein, der nur einige wenige Aufgaben übernahm, hat sich das Komitee zu einem Gremium entwickelt, das 22 Mitgliedssportarten vertritt und bedeutende Aktivitäten im In- und Ausland durchführt. Es ist auch für die Vertretung der Cayman Islands bei den Commonwealth Games zuständig. Donald McLean, der an den Olympischen Sommerspielen 1996 teilnahm, war von 2005 bis 2020 Präsident des Komitees.